# آن دات ایگرس نیلسن
آن دات ایگرس نیلسن (انگلیسی: Anne Dot Eggers Nielsen؛ زادهٔ ۶ نوامبر ۱۹۷۵) بازیکن فوتبال اهل دانمارک است.
از باشگاه‌هایی که در آن بازی کرده‌است می‌توان به نیویورک پاور و باشگاه فوتبال وایله بلدکلوب اشاره کرد.
وی همچنین در تیم ملی فوتبال زنان دانمارک بازی کرده‌است.